# Prostor
Prôstor je brezsnovna in neomejena entiteta v kateri so telesa, kjer se lahko gibljejo, in v kateri so pojavljajo dogodki. Po navadi pod prostorom razumemo trirazsežni prostor v fizikalnem smislu, v katerem imajo telesa relativno lego in smer. Sodobna fizika opredeljuje trirazsežni prostor skupaj s časom kot del neomejenega štirirazsežnega kontinuuma, prostor-časa. Matematika proučujejo prostore v različnih razsežnostih, z različnimi povezanimi strukturami in z osnovnimh matematičnimi modeli. V osnovi je prostor pomemben za razumevanje fizičnega Vesolja, čeprav se nadaljujejo nesoglasja med filozofi ali je prostor sam po sebi entiteta, povezava med entitetami ali del pojmovnega ogrodja.
V 19. in 20. stoletju so matematiki začeli raziskovati neevklidsko geometrijo, ki ni ravna, ampak ukrivljena. Glede na Einsteinovo splošno teorijo relativnosti prostor okrog gravitacijskega polja izhaja iz evklidskega prostora. Eksperimentalno so s splošno teorijo relativnosti potrdili, da neevklidski prostor predstavlja boljši model oblike prostora.
Prostor je bil predmet zanimanja filozofov in znanstvenikov skozi celotno človeško zgodovino, 
zato ga je težko jasno in točno opredeliti zunaj teh področij. Sporno je tudi ali je prostor merljiv, ali je del merilnega sistema. 
Prostor ima lahko več pomenov in je v splošnem, kot rečemo, vse okrog nas:
- življenjski prostor (za živali in ljudi)
- trirazsežni prostor
- štirirazsežni prostor
- topološki prostor
- prostor v stanovanju (soba)
- kazenski prostor v nogometu
- brisani prostor v vojaških spopadih

## Prostor in čas
Prostor in čas je najpomembnejše delo Hermanna Minkowskega. Odkritje, da je svetlobna hitrost enaka za vse opazovalce, je vodilo k modifikaciji pojmovanja prostora.  Delo Alberta Einsteina Posebna teorija relativnosti je vodilo Hermanna Minkowskega  k združitvi pojmov prostor in čas. Prostor naj ne bi bil absoluten, temveč odvisen od opazovalca. To se izraža tudi iz Lorentzevih transformacij, iz katerih sledi, da dva premikajoča se opazovalca merita različno razdaljo glede na isti objekt. 
V Posebni teoriji relativnosti je sicer prostor odvisen od opazovalca, ne pa tudi od fizikalnih procesov v njem. Prostor je še vedno za vsakega opazovalca evklidski.  To pa se je spremenilo v Splošni relativnostni teoriji.  V tej je gravitacija opisana z ukrivljenostjo časa, katera pomeni tudi ukrivljenost prostora. Geometrija časovnega prostora je odvisna od energije-impulza-tenzorja, torej od v prostoru obstoječih delčkov in polj. S tem je prostor le še lokalno evklidski.

## Prostor v geografiji
Geografija je veja znanosti, ki se ukvarja z identifikacijo in opisom Zemlje, z uporabo prostorskega zavedanja pa poizkuša razumeti, zakaj stvari obstajajo na določenih lokacijah. Kartografija je popis prostorov, ki omogoča boljšo navigacijo, za vizualizacijske namene in kot lokacijska naprava. Geostatistika uporablja statistične koncepte za zbiranje prostorskih podatkov za oblikovanje ocene nekega neopazovanega pojava.
Geografski prostor se pogosto šteje za zemljišča, ki imajo lahko glede na uporabo lastništva (v kateri je prostor videti kot lastnina ali teritorij). Medtem ko nekatere kulture uveljavljajo pravice posameznika z vidika lastništva, pa druge kulture identificirajo lastništvo zemlje s komunalnega pristopa. Spet druge kulture, kot so avstralski Aborigini, ne uveljavljajo lastninske pravice do zemljišča, temveč menijo obratno, da so dejansko oni v lasti zemlje. Prostorsko načrtovanje je metoda, ki ureja uporabo prostora na kopenskih ravni, z odločitvami, ki temeljijo na regionalni, nacionalni in mednarodni ravni. Prostor prav tako  lahko vpliva tudi na človeško vedenje in kulturo, ki predstavlja pomemben dejavnik v arhitekturi, kjer bo vplival na oblikovanje zgradb in struktur ter na kmetijstvo.
Lastništvo prostora, ni omejeno na kopno. Lastništvo zračnega prostora in vodnih teles je mednarodno odločeno. Obstajajo tudi druge oblike lastništva, ki se v zadnjem času uveljavljajo v druge prostore - na primer radio pasovi elektromagnetnega spektra ali na spletu.
Javni prostor je izraz, ki se uporablja za opredelitev ozemlja v kolektivni lasti skupnosti, ki ga upravlja v imenu skupnosti pooblaščen organ, in je kot tak odprt za vse. Medtem ko so zasebne lastnine zemljišča v lasti posameznika ali podjetja, za lastno uporabo in užitek.
Povzetek,  prostor je izraz, ki se v geografiji nanaša na sklicevanje na hipotetični prostor z značilno popolno homogenostjo. Pri modeliranju dejavnosti ali obnašanja, se uporablja kot pojmovno orodje za omejevanje spremenljivk, kot je teren.

## Prostor v klasični mehaniki
V klasični mehaniki obvelja definicija prostora Isaaca Newtona:
- Prostor je absoluten, nespremenljiv in ni pod vplivom fizikalnih procesov, ki potekajo v njem.
- Prostor je evklidski in tridimenzionalen.

Pri tem ustrezajo dimenzije prostora njegovim kartezičnim koordinatam, po navadi izraženimi z x,y in z smerjo. 
Označene so kot prostorske koordinate in dimenzije, ki so skozi njih vpete kot prostorske dimenzije, pri tem je nobena prostorska dimenzija enaka točki,ena je enaka ravni črti ali krivulji in dve sta enaki ploskvi.
Za določitev referenčne točke v koordinatni sistem potrebujemo resnične predmete.
Večinoma se zato vzame težišče neke velike mase, kot je Zemlja ali Sonce.
Poleg predstave neodvisno od materije, a hkrati pod vplivom od nje obstajajočega prostora, obstaja še Machovo načelo, ki navaja, da šele iz materije nastaja prostor. Torej brez materije prostor nebi mogel obstajati.